# Communauté de communes de la Porte des Hautes-Vosges
Die Communauté de communes de la Porte des Hautes-Vosges ist ein ehemaliger französischer Gemeindeverband mit der Rechtsform einer Communauté de communes im Département Vosges in der Region Grand Est. Der Gemeindeverband wurde am 1. Januar 2014 gegründet und umfasste sechs Gemeinden. Der Verwaltungssitz befand sich im Ort Saint-Étienne-lès-Remiremont.

## Historische Entwicklung
Mit Wirkung vom 1. Januar 2017 fusionierte der Gemeindeverband mit der Communauté de communes des Vosges Méridionales
und bildete so die Nachfolgeorganisation Communauté de communes de la Porte des Vosges Méridionales.

## Ehemalige Mitgliedsgemeinden
1. Dommartin-lès-Remiremont
2. Éloyes
3. Remiremont
4. Saint-Étienne-lès-Remiremont
5. Saint-Nabord
6. Vecoux